# فربانکس (کالیفرنیا)
فربانکس (به انگلیسی: Fairbanks) یک منطقهٔ مسکونی در ایالات متحده آمریکا است که در شهرستان ال دورادو، کالیفرنیا واقع شده‌است. فربانکس ۱٬۱۳۱ متر بالاتر از سطح دریا واقع شده‌است.